# Wet van Hotelling
De wet van Hotelling is een economisch principe bedacht in 1929 door Harold Hotelling (1895-1973).
Het voorspelt dat sterk competitieve markten neigen naar homogene producten, en oligopolide en monopolistische markten juist naar heterogene producten. Anders gezegd: bij meer concurrentie op dezelfde markt gaan aanbieders van producten of diensten zich minder van elkaar onderscheiden.